# Perry Saturn
Perry Arthur Satullo (25 de octubre de 1966) es un luchador profesional retirado estadounidense, más conocido por su nombre en el ring, Perry Saturn. Desde su debut en 1990, Saturn luchó para Extreme Championship Wrestling, World Championship Wrestling y World Wrestling Federation. Entre sus logros destaca su reinado como Campeón Europeo de WWE, sus 3 reinados como Campeón en parejas de ECW, su reinado como Campeón Televisivo de WCW y sus 2 reinados como Campeón en parejas de WCW, el último junto a su amigo Chris Benoit.

## Carrera
Satullo se alistó en el Ejército de los Estados Unidos durante cuatro años a la edad de 17 años, convirtiéndose en un Army Airborne Ranger (explorador aéreo del ejército) antes de embarcarse en la carrera de la lucha libre profesional.
Satullo comenzó a entrenar en la escuela de Killer Kowalski en Malden, Massachusetts en torno a 1988, tomando el nombre de Saturn por el dios romano Saturno, y más tarde cambiándolo por Perry Saturn. Debuta en la lucha libre de la United States Wrestling Federation, el 27 de octubre de 1990, en Waltham, Massachusetts. Satullo también lucha en la International Wrestling Federation de Kowalski como The Iron Horseman, un vaquero completo con un sombrero stetson de cuero negro y caps. En aquel momento gana el Campeonato Peso Ligero de IWF. Luego comienza a luchar para promociones independientes en toda Nueva Inglaterra, y hace una gira por Japón con New Japan Pro Wrestling en 1993.
Mientras trabajaba como gerente de un club nocturno en Boston, Satullo conoció al guardia del lugar George Caiazzo, quien expresó interés en convertirse en luchador. Satullo envió a Caiazzo a la escuela de Kowalski para entrenar y luego se ofreció a formar un equipo con él. El equivalente griego del dios Saturno era Cronos, por lo que Satullo eligió el nombre de anillo "John Kronus" para Caiazzo.

### Extreme Championship Wrestling (1995–2001)
El compactamente construido y fuertemente tatuado Santullo, y el estilo high-flying de Caiazzo llamaron la atención de Extreme Championship Wrestling (ECW) de Paul Heyman, cuando fueron traídos como jobbers a favor de los Steiner Brothers (Rick y Scott), y luego fueron contratados por ECW en 1995. El mismo Heyman desechó aquellos planes para darles un gimmick de estilo sádico, bookeando al equipo como una fuerza imparable en la promoción, recibiendo a Jason Knight como mánager. Con su nombre original de The Eliminators conquistaron los campeonatos en pareja de ECW un total de 3 veces entre 1996 y 1997, teniendo feudos contra equipos como The Gangstas y The Pitbulls. Luego de que la mánager de este último, Francine, le haya cortado el cabello a Saturn, comenzó a raparse, en homenaje al personaje de Mickey Knox, personificado por Woody Harrelson en la película Natural Born Killers (cuando en realidad, Saturn comenzaba a desarrollar calvicie).
Fue entrenador en ECW House of Hardcore, una escuela de lucha libre profesional en la que Tazz y Mikey Whipwreck también entrenaron a jóvenes promesas. Saturn fue respetado por su enfoque e impulso en los fundamentos y la lucha técnica.
El 31 de mayo de 1997, en Trenton, Nueva Jersey, Satullo se desgarró el ligamento cruzado anterior cuando aterrizó con una muleta mientras ejecutaba una patada sobre Big Dick Dudley. Después de una intensa cirugía reconstructiva, se le dio un tiempo de recuperación de hasta un año. Comenzó a rehabilitarse después de dos meses y volvió a la acción en agosto. Impaciente con lo que consideraba la falta de motivación y dedicación de Caiazzo, se negó a reformar los Eliminators. Paul Heyman se ofreció a liberarlo de su contrato si podía encontrar un empleo alternativo, entrando en negociaciones con World Championship Wrestling (WCW).

### World Championship Wrestling (1997-2000)

#### Raven's Flock (1997-1998)
El 28 de agosto de 1997, el agente itinerante de WCW, Terry Taylor, le ofreció un trabajo a Satullo, quien había quedado impresionado por un golpe que Satullo había recibido en un combate de andamio. Debutó en WCW el 8 de septiembre, enfrentándose a Billy Kidman, pero estuvo fuera de acción durante un mes porque su rodilla no se había curado por completo. Más tarde ese año, él y Kidman se unieron a The Flock, un establo de inadaptados y misántropos dirigidos por el luchador nihilista Raven. Se hizo referencia a la infancia de Saturno, y Raven mencionó la violencia en la que incurrió Saturno a manos de su padrastro. El ejecutor de The Flock, Saturn ganó el oro el 3 de noviembre de 1997, cuando derrotó a Disco Inferno para ganar el World Television Championship. Mantuvo el título durante un mes antes de perderlo ante Inferno en una revancha. 
A partir de 1998, Saturn comenzó un feudo con Glacier después de que el uso de Saturn de la superkick ofendió a Glacier, quien lo consideró un plagio de su finalizador Cryonic Kick. Más adelante en el año, Saturn fue derrotado por el miembro de Flock, Van Hammer, en una lucha "Loser Leaves The Flock". Raven desvinculó a Hammer del Flock en su lugar. Surgieron problemas entre Raven y Saturn, y este último finalmente abandonó The Flock, haciendo su cambio a face y enfrentándose al dominante Raven. Raven mantuvo a todos los demás miembros de Flock en esclavitud, por lo que Saturn lo desafió a un combate en el PPV de Fall Brawl del 13 de septiembre. Si Saturn ganaba, The Flock sería liberada, pero si Raven ganaba, Saturn se convertiría en su esclavo.
Mientras tanto, en Monday Nitro, el lacayo de Raven, Lodi, lo retó a un combate, con la estipulación de que Lodi dejaría The Flock si Saturn ganaba, y Saturn se convertiría en el sirviente de Lodi hasta Fall Brawl si perdía. Saturn perdió inesperadamente luego de una copiosa interferencia de The Flock, y Lodi obligó a Saturn a llevar sus maletas, lo hizo sostener carteles a favor de Lodi en ringside y le ordenó cantar el nombre de Lodi mientras Lodi luchaba. Lodi también usó a Saturn para derrotar a los enemigos de The Flock.
Raven comenzó a cuestionar si Saturno podría "lastimar a aquellos a los que tanto quiere liberar" y lo obligó a enfrentarse a Riggs. Saturn ganó limpiamente, pero rechazó la orden de Raven de romperle los dedos a Riggs. Cuando Saturno se negó, Raven le rompió los dedos (Saturn no rompería su acuerdo con Lodi debido a un código de honor personal, y Lodi le ordenó que permitiera que Raven lo lastimara). Raven trató repetidamente de incitar a Saturn a romper su palabra, sin éxito. Finalmente, el 13 de septiembre en Fall Brawl, Saturn derrotó a Raven con la ayuda de Kidman, disolviendo The Flock para siempre.

#### The Revolution (1999-2000)
Saturn pasó a tener un feudo con Eddie Guerrero y Ernest Miller antes de comenzar una rivalidad con Chris Jericho. Después de que Jericho le haya costado a Saturn varios combates con la ayuda del árbitro corrupto Scott Dickinson, se burló de las quejas de Saturn y lo acusó de llorar "como una niña de escuela". Esto llevó a Jericho a desafiar a Saturn a una lucha de "Loser Wears a Dress for 90 Days" en Souled Out el 17 de enero de 1999, que ganó después de que un sospechoso oficiara a Dickinson. Adoptando un extraño gimmick de travesti gótico, Saturn comenzó a usar una variedad de vestidos en el ring y a usar una variación de "The Beautiful People" de Marilyn Manson como su música de entrada. Parecía comenzar a disfrutar de usar vestidos e incluso usaba cosméticos para complementarlos. Saturn finalmente dejó de usarlos después de derrotar a Jericho en un Dog Collar Match en Uncensored el 14 de marzo de 1999.
Raven y Saturn se reunieron en marzo de 1999, teniendo un feudo contra Dean Malenko y Chris Benoit, miembros de The Four Horsemen. En Slamboree, los exmiembros de Flock derrotaron a Benoit y Malenko y a los campeones Rey Misterio, Jr. y Billy Kidman por el Campeonato Mundial en Parejas. Después de que Raven se lesionara, Saturn perdió los títulos ante Bam Bam Bigelow y Diamond Dallas Page cuando Chris Kanyon, quien sustituyó a Raven, lo traicionó. Luego se asoció con Benoit para recuperar los títulos. Tuvieron éxito, pero perdieron los títulos varios días después ante Page y Kanyon. Benoit y Saturn continuaron siendo equipo y finalmente formaron un stable con Shane Douglas y Dean Malenko conocido como The Revolution. Después de que Benoit dejó Revolution para alinearse con Bret Hart, el resto del stable comenzó a desarrollar un feudo con él, pasando luego a otro feudo con Jim Duggan y The Filthy Animals antes de disolverse.
El booker Kevin Sullivan opinó que Saturn era incapaz de convencer a los fanáticos, lo que llevó al luchador a negociar con World Wrestling Federation (WWF). En enero de 2000, Saturn, junto con Benoit, Malenko y Eddie Guerrero, obtuvieron la liberación de WCW y firmaron un contrato de tres años con WWF.

### World Wrestling Federation/Entertainment (2000-2002)

#### The Radicalz (2000-2001)
Artículo principal: The Radicalz
Benoit, Guerrero, Saturn y Malenko, en un nuevo stable apodado como "The Radicalz", debutaron en WWF durante la Attitude Era el 31 de enero de 2000. Aparecieron en la primera fila de un episodio en vivo de Raw y pelearon con New Age Outlaws después de The Road Doggliteralmente cayó a sus asientos. Cactus Jack los instó a ayudarlo a luchar contra la facción McMahon-Helmsley, pero rápidamente se volvieron contra Jack para obtener un empleo de Triple H, quien entonces poseía el control de WWF. Benoit dejó el grupo en términos amistosos cuando se desvió por su enemistad con Chris Jericho, y los tres Radicalz restantes comenzaron a pelear con Too Cool y Chyna. Después de que Guerrero se fue para estar con Chyna, Saturn y Malenko se unieron por un tiempo antes de disolverse.
Saturn pasó a la división Hardcore de la promoción, persiguiendo al entonces campeón Crash Holly. Después de que Malenko intentara ganar el Hardcore Championship por sí mismo, los ex socios se enfrentaron entre sí. Guerrero se vio envuelto en su enemistad, lo que llevó a un combate de triple amenaza en el PPV Judgment Day con el European Championship de Guerrero en juego, pudiendo retenerlo con la ayuda de Chyna.
Más tarde, Saturn se unió a Terri Runnels, quien se convirtió en su mánager y novia en pantalla. Después de no poder continuar en el torneo King of the Ring, Saturn fue tras el European Championship una vez más, y finalmente venció a Guerrero en el PPV Fully Loaded el 23 de julio. La rivalidad de Terri con The Kat llevó a una pelea entre Saturn y Al Snow, y en el episodio del 31 de agosto de SmackDown! Snow derrotó a Saturn por el European Championship.
The Radicalz se reformó a finales de 2000, formando un feudo con la recientemente reformada D-Generation X y derrotándolos en Survivor Series. Esa misma noche, los Radicalz atacaron a Stone Cold Steve Austin durante su combate con Triple H, reforzando brevemente su alianza con el mismo.
Dean Malenko comenzó a tratar de ganarse el afecto de Lita, la compañera de los Hardy Boyz. Esto llevó a una disputa entre Radicalz y The Hardy Boyz, y el primero derrotó al segundo en Armageddon. Saturn ayudó a Guerrero a derrotar a Test en WrestleMania X-Seven, pero Guerrero luego dejó Radicalz una vez más, reduciendo nuevamente la facción a solo Saturn y Malenko (Benoit se había ido a principios de 2001), con Terri todavía acompañando a Saturn. Los Radicalz restantes regresaron a la división de parejas.

#### Feudos finales y salida de WWE (2001-2002)
Después de un combate en el episodio del 17 de mayo de 2001 de Jakked, en el que atacó legítimamente al Jobber Mike Bell, Saturn inmediatamente experimentó un cambio significativo de personaje y, posiblemente como castigo por sus acciones, estuvo involucrado en historias sobre un encaprichamiento con un trapeador. Después de recibir un traumatismo craneal en combates contra The APA y Raven, Saturn comenzó a actuar de manera excéntrica y a hablar sin sentido, supuestamente como resultado de una conmoción cerebral. Saturn comenzó a pronunciar la frase "no hay de qué" en momentos inoportunos, y luego se enamoró de Moppy, una fregona inanimada que creía que estaba viva, similar a Wilson, la pelota de voleibol en la película de 2000 Náufrago. Este personaje fue bien recibido por los fanáticos, lo que provocó un cambio a face. Terri Runnels le dijo a Saturn que eligiera entre Moppy y ella, y se enfureció cuando Saturn eligió la fregona. Dejó a Saturn por Raven, quien le ayudó a vengarse de Saturn robándole a Moppy y tirándola a una trituradora de madera. Saturn, a su vez, obtuvo una medida de venganza cuando derrotó a Raven en Unforgiven el 23 de septiembre. Después de esto, Saturn abandonó el personaje, pero siguió siendo face, luchando casualmente en combates de parejas en Sunday Night Heat.

## Vida Privada
Satullo afirmó haber estado involucrado en un altercado con dos hombres en abril de 2004 cuando acudió en ayuda de una mujer a la que estaban violando en la parte trasera de un club de striptease. Según informaron los medios, se produjo un forcejeó inicial y finalmente los tres hombres acabaron peleando. Durante el altercado, Perry recibió dos disparos con una pistola del calibre .25, uno en la nuca y otro en el hombro derecho, donde él inicialmente creyó haber recibido un puñetazo. Después de este episodio, Satullo cayó adicto a la metanfetamina y estuvo sin residencia fija durante dos años y medio, tiempo durante el que desapareció de los medios y no fue visto en absoluto, ya que su familia y amigos desconocían su paradero. Perry finalmente reapareció a mediados del año 2010, durante estos años estuvo trabajando en superar su adicción, algo que tras mucho esfuerzo acabó logrando.
Un año antes, en junio de 2009, Satullo había contraído matrimonio con Lisa Marie Kuhlmeier. Con anterioridad había estado casado tres veces. En la actualidad tiene un nieto adolescente al que cuida, además de un hijo y una hija que ya son adultos.
Durante una entrevista con Bill Apter, en septiembre de 2016, Satullo reveló que sufría una "lesión cerebral traumática" que limitaba sus capacidades. En noviembre de 2016, el periódico The Boston Globe informó que Perry se había unido a una demanda colectiva contra WWE, litigada por Konstantine Kyros, quien ha estado involucrado en varias otras demandas contra la empresa, alegando que; "tras sus años activos en la empresa acabó sufriendo múltiples síntomas de lesiones cerebrales traumáticas repetitivas y lleva años recibiendo atención neurológica". La jueza federal de distrito Vanessa Lynne Bryant desestimó esta demanda a finales del año 2018.

## Campeonatos y logros
- 3XWrestling
  - 3XW Pure Wrestling Championship (una vez)[5]
- Extreme Championship Wrestling
  - ECW World Tag Team Championship (3 veces) – con John Kronus[6]
- Impact Pro Wrestling
  - IPW Tag Team Championship (una vez) - con James Jeffries
- International Wrestling Federation
  - IWF Light Heavyweight Championship (2 veces)[7]
  - IWF North American Championship (una vez)[7]
  - IWF Tag Team Championship (una vez) - con Terra Ryzing
- New England Pro Wrestling Hall of Fame
  - Clase 2018
- Pro Wrestling Illustrated
  - PWI ranked him n.º 47 of the 500 best singles wrestlers of the "PWI 500" in 1999[8]
  - PWI ranked him n.º 227 of the 500 best singles wrestlers of the "PWI Years" in 2003[9]
  - PWI ranked him n.º 89 of the 100 best tag teams of the "PWI Years" with John Kronus in 2003[9]
- United States Wrestling Association
  - USWA World Tag Team Championship (una vez)[10] – con John Kronus[11]
- World Championship Wrestling
  - WCW World Tag Team Championship (2 veces) – con Raven (una vez) y Chris Benoit (una vez)[12]
  - WCW World Television Championship (una vez)
- World Wrestling Federation
  - WWF European Championship (una vez)[13]
  - WWF Hardcore Championship (2 veces)[14]
- Universal Championship Wrestling
  - Universal Heavyweight Championship (una vez)